# Soghomon Tehlirian
Soghomon Tehlirian (armeni occidental: Սողոմոն Թեհլիրեան)  (Çadırkaya, 2 d'abril de 1896 - San Francisco, 23 de maig de 1960) va ser un revolucionari, que va assassinar a Talat Bajá, l'antic Gran Visir de l'Imperi Otomà, a Berlín en 15 de març de 1921. L'assassinat va ser part de l'Operació Némesis, un pla concebut per venjar el Genocidi armeni, perpetrat pel govern de l'Imperi Otomà amb Talat Bajá al capdavant, durant la Primera Guerra Mundial. Talat Bajá va ser processat i sentenciat a mort in absentia a la cort marcial turca de 1919–1920 i va ser assenyalat com el principal impulsor del genocidi. Després de dos dies de judici, Soghomon Tehlirian va ser declarat innocent per un tribunal alemany i alliberat. Tehlirian és considerat com un heroi nacional pels armenis.
Durant el Genocidi Armeni van morir vuitanta-cinc membres de la seva família. Convençut que aquells crims havien de ser venjats, es va unir a l'Operació Némesis. Va ser capturat gairebé a l'instant de l'assassinat. Posteriorment es va refugiar en Freixe, els Estats Units, on va morir.
És objecte de diversos homenatges i objecte de diverses obres artístiques a Armènia. Una plaça a Marsella, França va ser nomenada en el seu homenatge.